# Giorgio Battistella
Giorgio Battistella (* 1931 in San Donà di Piave, Italien; † 7. Januar 2024 in Jesolo, Italien) war ein italienischer Automobildesigner.

## Leben und Werk
Battistella war von 1955 bis 1962 Designer bei Simca in Paris. Von 1963 bis 1964 war er als Designer in Turin, vor allem für die Officine Stampaggi Industriali (O.S.I.) tätig. Von 1964 bis 1967 war er als Designer bei Mercedes-Benz in Sindelfingen beschäftigt, wo er für die Scheinwerfer und deren Umwandlung von vertikaler auf horizontale Aufstellung zuständig war.
Von 1967 bis zu seinem Ruhestand arbeitete er im „Centro Stile“ bei Fiat in Turin.
Im Jahr 1977 war Battistella Teilnehmer der documenta 6 in Kassel in der Abteilung „Fahrzeuge - Utopisches Design“ mit Studio per vettura da città, vettura elettrica (Entwurf eines Stadtautos, elektrisches Auto, 1968 bis 1972).
Battistella lebte lange Zeit in Turin, die letzten Jahre aber wieder in Noventa di Piave.